# Uranophora superba
Uranophora superba là một loài bướm đêm thuộc phân họ Arctiinae, họ Erebidae.